# Aréna v Pule
Aréna v Pule (chorvatsky: Pulska Arena, italsky: Arena di Pola) je římský amfiteátr nacházející se v Pule, v Chorvatsku. Je jediným římským amfiteátrem, jehož obvodové stěny byly dochovány. Aréna byla vystavěna mezi lety 27 př. n. l. a 68 n. l. a dnes patří mezi šest největších dochovaných římských arén na světě. Amfiteátr je také nejlépe zachovalou starověkou památkou Chorvatska.
Amfiteátr byl vyobrazen na rubu chorvatských 10kunových bankovek, vydaných v letech 1993, 1995, 2001 a 2004.

## Dějiny
Stavba arény probíhala mezi lety 27 př. n. l. a 68 n. l. V této době se město Pula stalo součástí římské říše, Římané ho nazývali Pietas Julia. Budova je pojmenována po písku (latinsky harena), který kdysi pokrýval vnitřní prostor. Aréna byla postavena mimo městské zdi, podél cesty zvané Via Flavia, která vedla z Puly do Aquileie a Říma.
Amfiteátr byl zprvopočátku vystavěn ze dřeva. Za císaře Claudia byla však tato dřevěná stavba nahrazena malým kamenným amfiteátrem. Aréna byla rozšířena Vespasianem v roce 79 n. l. , a to především kvůli tomu, aby mohla hostit gladiátorské zápasy. Tento fakt byl potvrzen díky nálezu vespasianské mince ve sladovně. Dokončena byla za vlády Tita.
Sv. Germanus, o kterém se ví jen málo, byl údajně v amfiteátru kolem roku 290 mučen a následně umučen na okraji města, při cestě do Nesactia. Tato legenda je však pochybná. Amfiteátr zůstal v provozu až do 5. století, kdy císař Honorius zakázal gladiátorské zápasy. Až v roce 681 byl pak zakázán boj mezi odsouzenými, zvláště těmi odsouzenými k smrti, a divokými zvířaty. V 5. století se v amfiteátru začaly objevovat známky drancování kamene místním obyvatelstvem. Ve 13. století pak patriarcha Aquileie odnášení kamene z arény zakázal.

## Výstavba

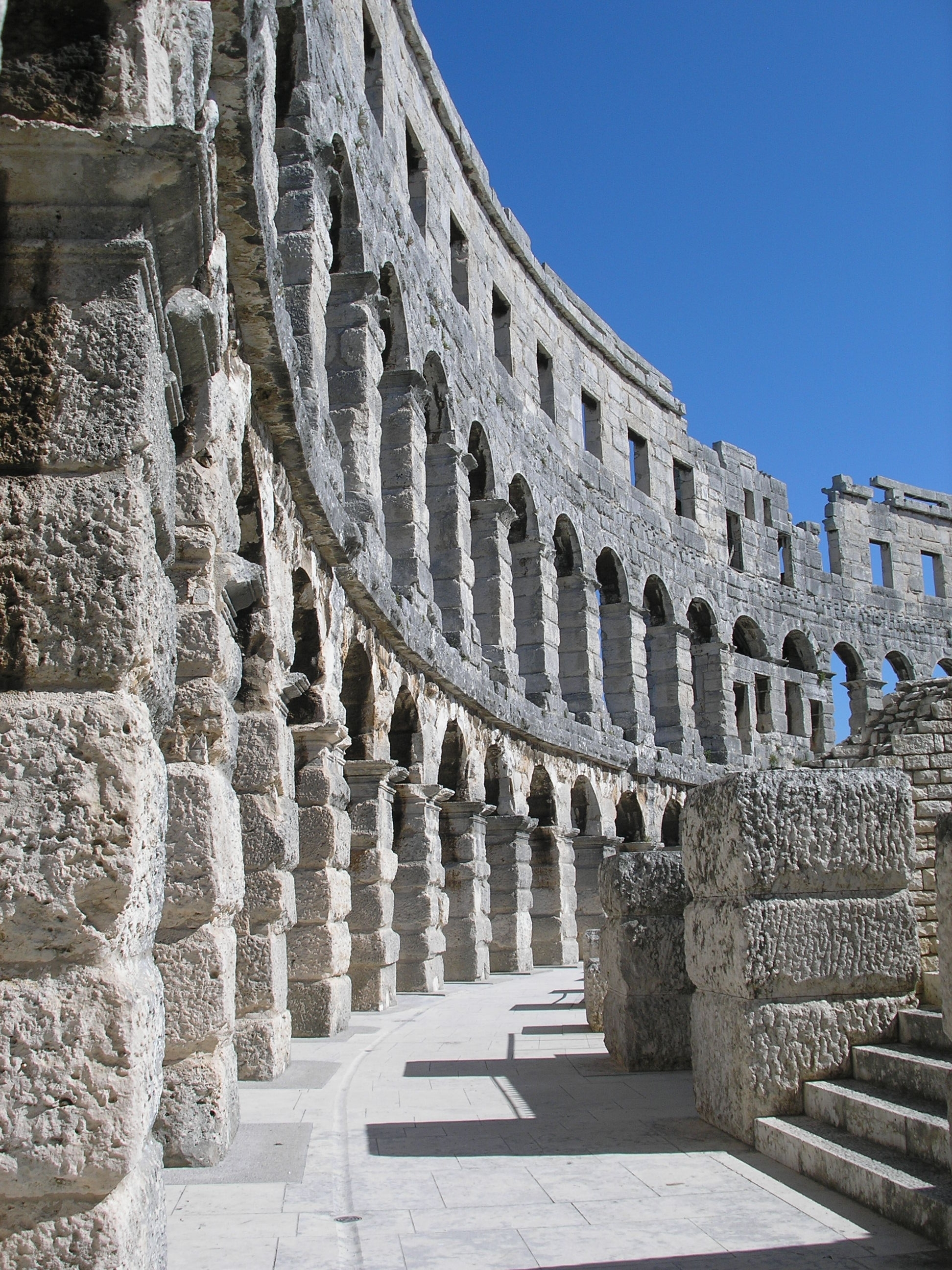
Obnovené klenuté zdi v Pule

Vnější zeď je postavena z vápence. Část směřující k moři se skládá ze tří podlaží, zatímco druhá část má pouze dvě podlaží. Je tomu tak kvůli tomu, že amfiteátr stojí na svahu. Maximální výška vnější stěny je 28,4 m. První dvě patra mají 72 oblouků, zatímco nejvyšší patro tvoří 64 obdélníkových otvorů.
Osy eliptického amfiteátru jsou 132,45 a 105,1 metrů dlouhé a stěny jsou vysoké 32,45 m. Do dutého prostoru, který měl čtyřicet schodů rozdělených do dvou menin, se vešlo 23 000 diváků. Sedadla jsou umístěna přímo na svažitém terénu; samotný prostor, ve kterém docházelo ke hrám, byl vyměřen na 67,95 krát 41,65 metru. Herní pole bylo odděleno od publika železnými branami.

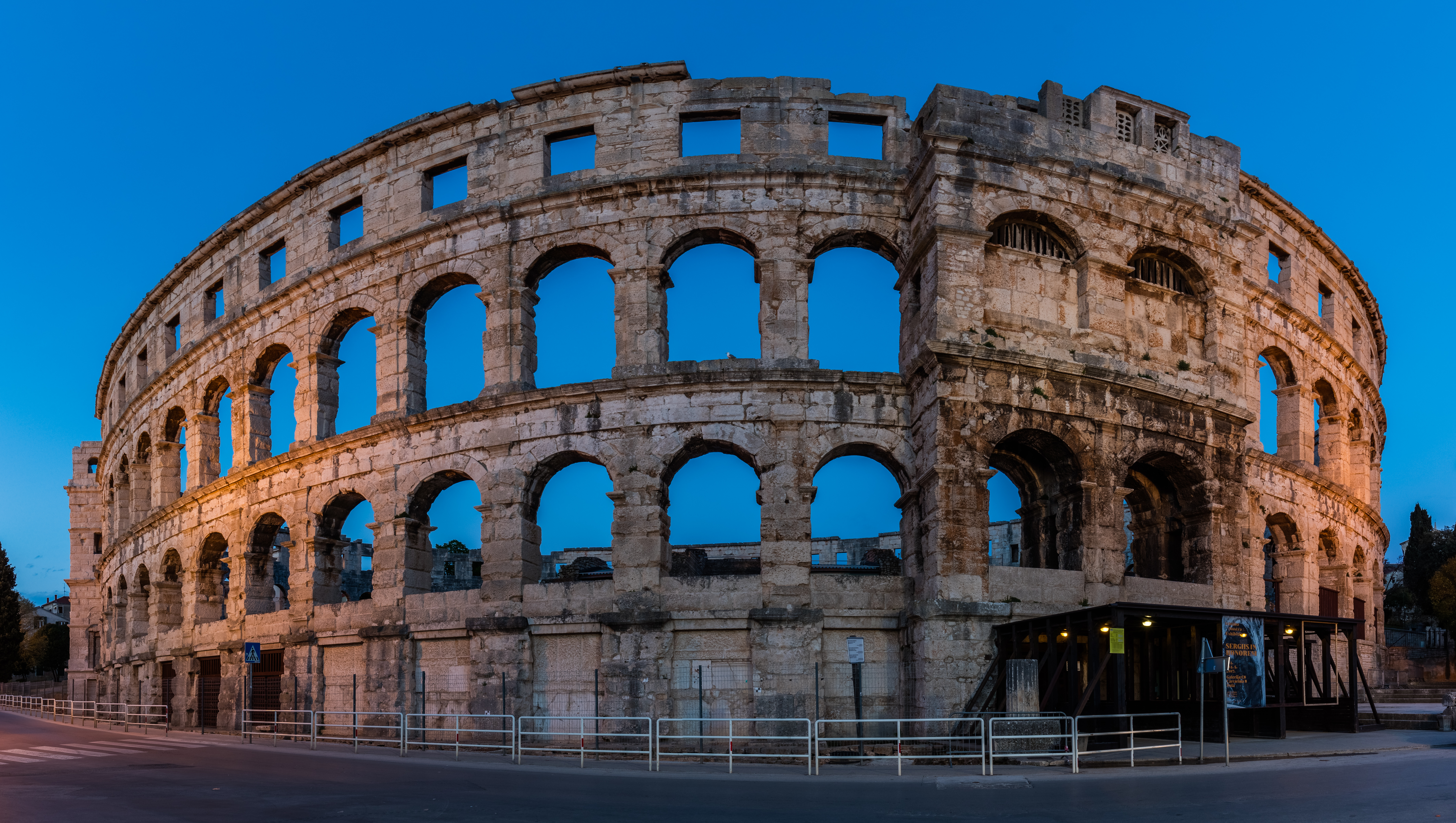
Exteriér během modré hodiny

Aréna měla celkem 15 vchodů. Pod arénou byla podél hlavní osy postavena řada podzemních chodeb, ze kterých mohly být zvířata, herci ludi a bojovníci propuštěni. Obchody byly umístěny pod tribunou. Amfiteátr byl součástí Gladiátorského kruhu.
Každá ze čtyř věží měla dvě cisterny naplněné parfémovanou vodou, která napájela fontánu a kropila diváky. Amfiteátr mohl být pokryt velariemi (velkými plachtami), které chránily diváky před sluncem nebo deštěm (o čemž svědčí vzácné konstrukční prvky). Pod arénou byl systém kanálů, které shromažďovaly dešťovou vodu a odpadní vody. Ty byly odváděny do moře.
Díky své zachovalosti posloužil tento amfiteátr ke studiu starověkých stavebních technik.

### Pozdější využití
Ve středověku byl interiér arény často využíván pro pastvu, příležitostné turnaje maltézských rytířů a středověké trhy. V roce 1583 benátský senát navrhl arénu rozebrat a znovu ji postavit ji v Benátkách. Návrh byly zamítnut. Dnes je náhrobek oslavující benátského senátora Gabriele Emo, který stál vůči tomuto plánu v opozici, vidět na druhé věži.
V roce 1789 byl z pulské arény odvezen kámen pro základy zvonice pulské katedrály. Bylo to naposledy, kdy byl kámen z arény použit pro jinou výstavbu.

### Obnova
Obnovu arény zahájil guvernér Ilyrských provincií, Generál Auguste de Marmont, během Prvního Francouzského císařství. V roce 1816 v tom pokračoval ticinský architekt Pietro Nobile, pověřený císařem Františkem I. Rakouským.
V roce 1932 byla aréna upravena pro divadelní představení, vojenské ceremonie a veřejná setkání. V současnosti má aréna kapacitu zhruba 7000 míst k sezení či 12 500 míst ke stání.
Aréna je využívána jako místo konání mnoha koncertů. Vystoupili zde například Foo Fighters, Luciano Pavarotti, Đorđe Balašević, Plácido Domingo, Andrea Bocelli, Nina Badrić, Hillsong United, Patrizio Buanne, Jose Carreras Maksim Mrvica, Dino Merlin, Jamiroquai, Anastacia, Nostaciarah, Eros Zdravko Čolić, Alanis Morissette, Sinéad O'Connor, Elton John, 2Cellos, Sting, Michael Bolton, Seal, Il Divo, Tom Jones, Gibonni, Manu Chao, Oliver Dragojević, Leonard Cohen, Grace Jones, Norah Jones, Moderat, Arctic Gilm a Frank Živkovič. Hostí opery, balety, sportovní soutěže a také filmový festival v Pule. Aréna je otevřena pro veřejnost denně a v podzemních chodbách se konají výstavy vinařů či pěstitelů oliv.

Aréna byla také využita k natáčení několika filmových děl, jako byl například Titus, filmová adaptace Shakespearovy tragédie Titus Andronicus z roku 1999 od Julie Taymorové. Dne 8. července 2019 se v aréně odehrál fotbalový zápas mezi bývalými hráči FC Bayern Mnichov a chorvatskou fotbalovou reprezentací v rámci dohody o partnerství v oblasti cestovního ruchu mezi FC Bayern Mnichov a Istria Turistickou radou podepsané v roce 2018.  Ve dnech 14. a 16. září 2012 se zde odehrály dva profesionální zápasy ledního hokeje; záhřebský klub KHL Medveščak hostil kluby HDD Olimpija Ljubljana a Vienna Capitals.